# 스칸디나비아

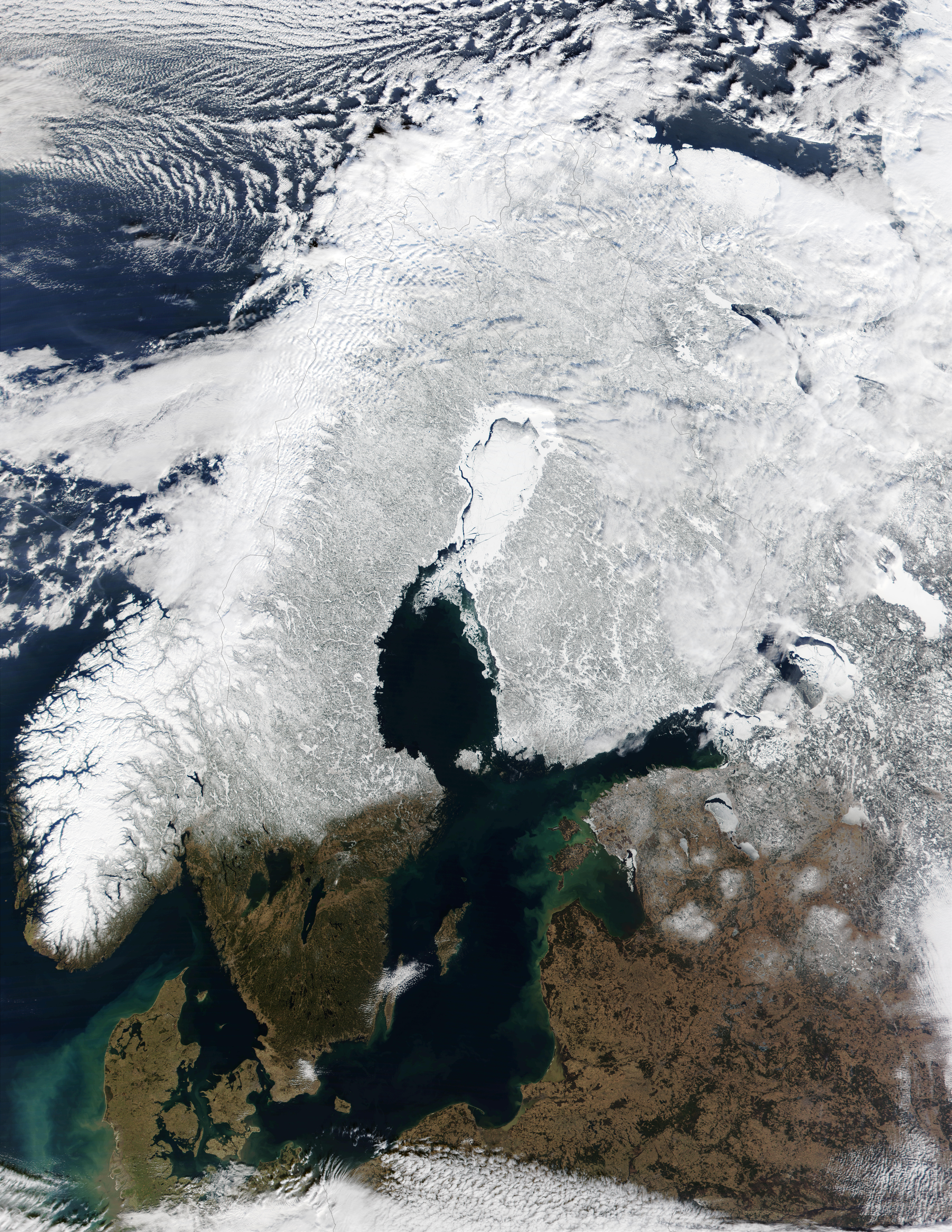
2002년 3월 페노스칸디나비아 반도와 덴마크, 발트해 주변 지역 사진

스칸디나비아(영어: Scandinavia)는 북유럽의 스칸디나비아반도를 중심으로 한 문화·역사적 지역이다. 대개 노르웨이·스웨덴·덴마크 세 나라를 말하며, 핀란드와 아이슬란드를 포함하기도 한다. 민족언어학적 구성을 고려하여 이들 지역의 속령인 그린란드, 올란드 제도, 페로 제도를 스칸디나비아에 포함하기도 한다. 핀란드의 경우 민족 언어학적 측면에서는 차이가 있으나 문화 경제적 측면에서 비슷하다고 여겨져 포함된다. 언급한 지역 전체를 말할 때 노르딕 국가라고도 한다.
스칸디나비아의 지질학적 구성은 다양하다. 노르웨이의 경우 서쪽의 피요르드 지형부터 덴마크의 저지 평야지대까지 다양한 지형이 있다. 대부분의 인구는 보다 겨울이 짧은 남쪽에 산다.
스칸디나비아의 사람들은 바이킹 시대에 역사기록에 주요하게 등장하기 시작했으며, 이때 중앙유럽을 향한 대규모의 침입, 정복 및 식민지화로 인해 알려졌다. 긴 배인 랑스킵을 타고 항해술을 발전시켜 북아메리카에 도달한 첫번째 유럽인들이기도 하다. 스칸디나비아와 브리튼 제도를 포함하는 북해 제국의 설립 역시 이러한 항해술의 발전으로 가능했던 것으로 여겨진다. 기독교화되어 16세기에는 칼마르 동맹을 이루기도 하였으나 100년뒤 구스타프 1세에 의해 스웨덴이 동맹을 탈퇴하며 해체되었다. 스웨덴-노르웨이 연합왕국이 1905년에 해체된 이후 스칸디나비아의 연합 정치체는 나타나지 않고 있다.
현대 유럽에서 스칸디나비아 국가들은 경제적으로 강성한 축에 속한다. 이들은 적극적인 복지 제도로 유명한데, 이를 노르딕 모델이라고 부르기도 한다.

## 개요
유럽 지역의 북부인 북유럽에 있는 반도. 이름은 고트어로 위험함을 뜻하는 Skaðan과 섬을 뜻하는 awjō가 합성된 '위험한 섬'이라는 말에서 왔다는 설과 '물이 많은 섬'(Skaðin-awjō)에서 나온 말이라는 두 설이 충돌하고 있다. 스카디 여신을 모셨기에 스칸디나비아라는 이름이 되었다는 것은 낭설로, 스카디는 고트어로 그림자를 뜻하는 Scadus라는 말에서 나왔다고 하며, 크게 연관이 없다고 한다. 흔히 이 곳에 있는 나라들을 뭉뚱그려서 흔히 스칸디나비아 제국(諸國)이라고 호칭한다.

## 언어
언어학이나 문화 연구에서 고대 노르드어 사용했던 현재 북게르만어군 언어 사용권을 말한다. 이 정의에서는 아이슬란드와 페로 제도 및 스웨덴어를 사용하는 핀란드 일부 지역도 해당한다.
문화적, 역사적 관점에서 스칸디나비아에 오랜 기간 스웨덴의 일부였던 핀란드를 포함하기도 한다. (페노스칸디아 참조). 핀란드가 스칸디나비아의 다른 나라들과 문화적으로 가깝기는 하지만, 핀란드어는 인도유럽어족에 속하는 다른 스칸디나비아 제어와는 달리 우랄어족의 핀우그리아어파에 속한다.

## 영역
1830년대의 범노르만 운동과 1830년대에서 1850년대까지의 정치적인 범스칸디나비아주의 이후, 스칸디나비아에 핀란드와 아이슬란드를 포함하는 것은 의견이 갈라진다. 문맥에 따라서는 이들 나라도 스칸디나비아에 포함되긴 하지만, 노르딕 국가라는 단어가 표현의 모호함 없이 노르웨이, 스웨덴, 덴마크(페로 제도와 그린란드), 핀란드(올란드 제도), 아이슬란드 전체를 가리킨다.

## 위치
| 노르웨이덴마크페로 제도스웨덴아이슬란드핀란드올란드 · 제도라트비아리투아니아에스토니아영국건지섬맨섬저지섬아일랜드네덜란드독일러시아폴란드class=notpageimage\| 북유럽(Northern Europe)의 나라들 (표시한 위치는 각 나라의 수도이다) · 점 : 일반적인 북유럽의 정의 · 라벨 색상 : 노르딕 국가 중 스칸디나비아에 위치한 국가 · 라벨 색상 : 노르딕 국가 중 스칸디나비아에 위치하지 않는 국가 · 라벨 색상 : 발트 3국 · 점 : 확장된 북유럽의 정의에 포함되는 나라 또는 지역 · 라벨 색상 : 유엔의 정의 · 라벨 색상 : 기타 정의 |

- 노르웨이
- 스웨덴
- 덴마크
  -  페로 제도
  -  그린란드
- 핀란드
  -  올란드 제도
- 아이슬란드

## 언어
덴마크어, 스웨덴어, 노르웨이어는 사용자들끼리 대부분 서로 알아들을 수 있어 한 언어로 간주될 수도 있다. 하지만 서로 다른 독립 국가에서 사용되는 까닭에 조금씩 다른 방향으로 발전해 각각 다른 언어로 인정된다. 같은 북게르만어인 아이슬란드어와 페로어와 계통이 같지만 이들 언어와는 상호 이해가 되지 않는다. 이들은 모두 고대 노르드어에서 파생되었지만 중세 이후 덴마크어, 스웨덴어, 노르웨이어는 저지 색슨어의 영향을 받아 섬나라에서 사용되어 변화가 적었던 아이슬란드어, 페로어와 상당한 분화를 겪었다.
스칸디나비아 제어는 인도유럽어족 게르만어군에 속해 우랄어족 언어의 하나인 핀란드어와는 계통이 전혀 다르다. 이는 핀란드인들이 자신들을 스칸디나비아에 포함시키지 않는 이유 중 하나이다.
선사시대 이후 두 개의 언어 그룹이 스칸디나비아반도에 공존해왔다. - 북게르만어군(스칸디나비나어)과 사미어. 이후의 이주로 인해 핀란드어, 이디시어, 로마니어는 수백년 넘게 동안 말해져 왔다. 덴마크는 또한 독일어를 사용하는 소수의 사람들이 있다. 사미어와 인접 지역의 소의언어의 변형으로 말하는 다른 소수 그룹의 언어와 별개로 다음의 스칸디나비아의 소언어는 유럽 지방 언어, 소 언어 헌장 아래에 보호받고 있다.

## 역사
현대적 의미에서의 지역학 용어 '스칸디나비아'는 19세기 중반 활발했던 스칸디나비아주의 운동에서 기인한다. 이 정치적 운동은 특히 제1차 슬레스비(독일명 슐레스비히) 전쟁(1848년-1850년)과 제2차 슬레스비 전쟁(1864년) 사이 활기를 띠었다.
스칸디나비아주의 운동은 덴마크·스웨덴·노르웨이를 하나의 왕국으로 통일할 것을 주장했다. 그 역사적 배경은 19세기초 나폴레옹 전쟁으로 인해 스웨덴과 덴마크가 분할되는 시련을 겪은 것이다. 스웨덴에 속했던 핀란드는 1809년 제정 러시아령으로 넘어가 핀란드 대공국이 되었다. 또 1387년부터 명목상 덴마크와 연합 왕국을 이루었으나 사실상 덴마크에 속한 주에 불과했던 노르웨이는 1814년 독립했는데, 얼마 지나지 않아 이번에는 스웨덴과 인적 동군연합(人的 同君聯合, Personal Union)을 받아들일 수밖에 없었다.
핀란드는 제정 러시아령이 되었으므로 북유럽 국가들의 정치적 연합에 대한 계산에서 제외되었고 나머지 덴마크·스웨덴·노르웨이를 포괄하는 용어가 필요했는데 이때 만들어진 용어가 스칸디나비아였던 것이다. 지리학적으로 스칸디나비아는 노르웨이와 스웨덴에 해당하지만 정치적인 용어로는 덴마크까지 포함한 3국을 일컫게 되었다. 스웨덴과 노르웨이는 한 군주 아래 있는 인적동군연합 상태였고 덴마크는 대서양에 아이슬란드, 페로 제도, 그린란드 등의 보호령을 두고 있었다. 이들 보호령은 역사적으로 노르웨이의 속령이었지만 킬(Kiel) 조약에 의해 노르웨이가 덴마크에서 스웨덴으로 넘어갈 때 포함되지 않아 덴마크령으로 남아 있었다.
스칸디나비아주의 운동은 스웨덴-노르웨이가 슬레스비 공국을 합방시키려는 덴마크에게 군사 지원을 거부함으로써 끝이 났다. 슬레스비 공국은 인접한 독일의 홀슈타인 공국과 함께 덴마크와 인적동군연합 상태였다. 1864년 제2차 슬레스비 전쟁은 덴마크가 오스트리아의 지원을 받은 프로이센을 상대로 싸운 전쟁으로 단기간에 프로이센이 슐레스비히-홀슈타인을 점령하는 것으로 끝이 났다. 이후 프로이센은 프랑스-프로이센 전쟁(보불전쟁)에서 승리하며 독일 제국을 세움으로써 발트 해 연안국들 사이에 새로운 힘의 균형이 자리잡았다.
그리하여 정치적 통일을 목적으로 한 스칸디나비아주의 운동은 실패로 끝났지만 1873년에는 스칸디나비아 통화 통합이 이루어져 크로나(Krona)/크로네(Krone)가 제1차 세계대전 때까지 단일 통화로 쓰였다.
제1차 세계대전 이후 스칸디나비아 국가들간의 협력은 새로 독립한 핀란드도 포함하게 되어 정치적 의미에서의 스칸디나비아라는 용어는 북유럽(노르드)이라는 용어로 대체되었다. 1952년에는 북유럽 이사회(Nordic Council)가 출범하였다.

## 문화

### 스칸디나비아 디자인
스칸디나비아의 극심히 추운 지역인 탓에 집에 있는 시간이 많아 오래 봐도 질리지 않고 보기에 편안하며 과장되지 않는 것이 특징인 스칸디나비아 디자인이다. 스칸디나비아 디자인의 특징은 자연적인 것을 지향하며 전통적인 따스함과 현대적인 모던함을 동시에 포괄하는 디자인을 주로 추구한다. 이 디자인은 알바 알토에 의해 유명해졌다.

## 같이 보기
- 발트 지방
- 페노스칸디아
- 사프미
- 노르딕 국가
- 스칸디나비아 십자
- 북유럽 이사회
- 바이킹